# 蒂庫舒鄉
45°55′48″N 25°05′59″E / 45.93000°N 25.09972°E
蒂庫舒鄉（羅馬尼亞語：Comuna Ticuș, Brașov），是羅馬尼亞的鄉份，位於該國中部，由布拉索夫縣負責管轄，面積70平方公里，海拔高度488米，2007年人口919，人口密度每平方公里13人。